# Kraško polje
Kraško polje je večja kotanja na kraškem svetu, ki ima pretežno ravno dno, koder poteka kraški vodni vir. Slovenski krasoslovci so leta 1973 določili, da mora imeti vsaj pol kilometra široko dno in nepretrgan rob visok vsaj nekaj metrov.

## Razlika med kraškim poljem in uvalo
Kraško polje je podobno uvali, zato velikokrat opazovalci, pa tudi izvedenci, zamenjujejo ta dva pojma. Razlika dejansko ni vedno opazna na prvi pogled. Predvsem se ta dva pojava razlikujeta po nastanku. Uvala je nastala z združitvijo dveh ali več vrtač in to se še vedno pozna v valovitem dnu, kjer so v kotanjah plasti humusa, med njimi pa kupi grušča. Za poljedelstvo je uvala neprimerna, ker so majhne površine rodovitne zemlje težko dostopne preko teh naravnih gomil, ki so ostanki preperelih robov nekdanjih vrtač. Razen tega je uvala večkrat brez vodnih tokov in je lahko »odprta«, torej brez sklenjenega roba vse naokoli.
Nasprotno izhaja polje iz udornice, na katero je našel pot močan podzemski tok, ki je naglo odnašal naravne odkruške apnenca in s tem pripomogel k hitrejšemu izoblikovanju kotline. Prav zaradi vode, ki je sproti odnašala grušč, je dno polja ravno in zelo ugodno za razvoj določenih vrst poljedelstva.

## Vrste kraških polj
Kraško polje je lahko suho, jezersko ali občasno poplavljeno. Po suhem kraškem polju navadno ne teče več voda, a še obstajajo struge, ki pričajo o nekdanjih potokih, in ob večjih nalivih se voda tudi izjemoma spet pojavi. Jezersko kraško polje imenujemo tudi presihajoče jezero, ker je večino leta preplavljeno; poznamo tudi jezera, ki sicer presihajo, a se zaradi preskromnega odtoka nikoli popolnoma ne posušijo. Občasno poplavljeno kraško polje je normalno vsako leto prelito z vodo v času obilnih padavin, a po končanem dežju vode upadejo in odtečejo.

## Preprosta razlaga
Obdobna poplavljanja kraških polj in predvsem presihajoča jezera so dolgo veljala za nekakšen čudež, kar sicer lahko trdimo tudi o ponikalnicah in kapnikih in drugih kraških pojavih sploh. Šele v dvajsetem stoletju, ko se je razvilo krasoslovje, je postalo jasno, zakaj in kako pride do teh pojavov. Seveda so na razpolago učene razlage, a presihajoče jezero lahko opišemo tudi otrokom. Že upoštevanje neprepustnih plasti nekje v podzemlju, ki tvorijo dno kotline, nam grobo pojasni kraško polje. Otrokom primerjamo kotlino ogromni skledi, ki je napolnjena s peskom. Voda seveda poteka samo po nepropustnih tleh in če teh ni na površju, pronicne, dokler jih ne najde. Nekje pod kraškim poljem (na dnu sklede) torej vedno teče voda. Ko naraste, pride do vrha in preplavi vso kotlino; ko upade, zopet izgine v podzemlje. Kjer je je preveč, je nekaj ostane vedno tudi na površju. Tako lahko tudi sprejmemo, da nekatere luknje (estavele) včasih vodo požirajo, drugič jo bruhajo – vse je odvisno od veznih posod in poti, ki si jih voda skoplje pod površino.

## Seznam kraških polj v Sloveniji
- Babno polje
- Bloško polje (Bloke)
- Borovška dolina
- Briška dolina (Briga)
- Cerkniško polje
- Črnovrško polje
- Dobrepolje s Struško dolino
- Dobrniško polje/kotlina (Dobrnič)
- Globodol
- Gobodol (Hudi Konec/Rovtarica)
- Grgarsko polje
- Grosupeljsko polje (netipično kraško polje)
- Kočevsko polje
- Koprivniško polje
- Logaško polje (Logaški ravnik)
- Loško polje
- Mozeljsko polje
- Pivška kotlina (in Prestranško-slavinski ravnik)
- Planinsko polje
- Poljanska dolina?
- Ponikve (uvala)
- Postojnsko polje
- Pusto polje
- Radensko polje
- Rakitniško polje
- Rakovško-Unško polje (Rakovsko polje/Unška uvala)
- Ravniško polje
- Ribniško polje
- Sajevško polje
- Senožeško polje
- Spodnjeloška dolina
- Travniško polje (Loški potok)
- Zadloško polje (na Črnovrški planoti)
- Zagorsko polje (na Lokovški planoti)
- Zajčje polje?
- Žalnsko polje